# Muzeul Județean Argeș

## Scurt istoric
În anul 1955, Muzeul Județean Argeș a preluat activitatea de la expoziția existentă în cadrul Ateneului Popular din Pitești. Inițial, la 1 aprilie 1955, muzeul a fost organizat în clădirea Palatului Culturii - fostul Tribunal de Argeș, apoi în clădirea din Bulevardul Republicii nr. 66, în care a funcționat inițial Școala Populară de Artă, iar din anul 1970 s-a aflat în sediul fostei Prefecturi de Argeș, construită în anul 1899 și în vechea primărie, construită din anul 1886.
În cadrul Muzeului Județean Argeș din Piteștiul anilor 1970-1980 erau organizate: Expoziția de istorie a județului Argeș (1974), Expoziția de protecție a mediului natural pe baze ecologice - unică în țară, realizată în 19778 de un colectiv condus de dr. Radu Stancu, Galeria de artă modernă și contemporană (1971), Galeria de artă naivă (1975), Casa memorială „Liviu Rebreanu” de la Valea Mare (1969), Castrul roman de la Jidava, Peștera Dâmbovicioara (electrificată în anul 1980) și Salonul de muzică „Dinu Lipatti” de la Leordeni (1985). 
Din anul 1980, în cadrul Muzeului Județean Argeș, s-a înființat societatea cultural-științifică „Natură și Civilizație” și s-a organizat „Zilele cultural-științifice ale Muzeului Județean Argeș. Periodic s-a editat revista „Studii și comunicări”.
În 2021, vechea clădire a Muzeului Județean Argeș, care inițial a fost primul sediu al Prefecturii Argeș, a intrat într-un amplu proiect de consolidare și punere în valoare, derulate pe fonduri europene de Consiliul Județean Argeș. Cu această ocazie au fost descoperite ruinele Schitului Buliga. În 2024, după finalizarea lucrărilor de conservare a clădirii, ruinele Schitului Buliga, aflate în prezent în conservare, vor fi puse în valoare printr-o expoziție in situm. Tot în 2021 au intrat în reabilitare, conservare și punere în valoare și Galeria de Artă „Rudolf Schweitzer-Cumpăna”, primul sediu al Primăriei Pitești, și Cetatea Poenari. Ambele investiții de la cele două secții ale Muzeului Județean sunt realizate prin proiecte europene.  

## Prezentare generală
Muzeul este găzduit în clădirea fostei prefecturi a județului, edificiu neoclasic impozant, datând din 1898 - 1899, situat în centrul orașului. Din 1998 s-au adăugat noi clădiri destinate desfășurării activității muzeului. Expozițiile de bază: ecologie și protecția mediului, artă plastică românească (picturi din secolele XIX-XX și grafică locală), istorie, arheologie (tezaure din epoca romană descoperite la Rociu și Bălănești), istoria culturii și a civilizației moderne românești (casele memoriale Liviu Rebreanu și Dinu Lipatti) și Muzeul „Linia de fortificații de pe granița de est a Imperiului roman”. Biblioteca muzeului deține peste 18.000 de volume.
Clădirea muzeului este declarată monument istoric, având codul AG-II-m-A-13401.01.

## Secțiunile Muzeului Județean Argeș

### Cabinetul numismatic
Cabinetul numismatic reunește expozițiile permanente din cadrul Secției de Istorie a Muzeului Județean Argeș punând totodată în evidență colecțiile instituției. Acesta este structurat pe trei secțiuni și cuprinde 6380 exponate:
1. Numismatică: 5508 de monede (bronz, argint, aur), individuale sau tezaure (sec. IV a.Chr. - sec. XXI);
2. Decorații: 200 de ordine, cruci, medalii, însemne;
3. Medalistică: 400 de medalii și plachete românești (1839-1950) și 100 medalii străine (1713 - sec. XX).

### Științele naturii
Prima sală a acestei secțiuni prezintă evoluția vieții pe pământ, de la primii aminoacizi și până la organismele complexe, terminând cu omul modern. Este o teorie concepută de Charles Darwin în lucrarea sa „Originea speciilor” și dovedită de-a lungul timpului de descoperirile de fosile, dar și, mai nou, de biologia moleculară. Este vorba de un mamut meridional (Mammuthus meridionalis), un gigant care ajungea până la o înălțime de patru metri. A trăit în Europa și în Asia Centrală, dispărând acum 1 milion de ani. Scheletul a fost scos la iveală în mod întâmplător, în secolul al XXI-lea, la Budeasa, în Județul Argeș.
În cadrul aceleiași săli sunt expuși pești fosili, descoperiți la Suslănești și un fragment de calcar numulitic de Albești, în care sunt încastrate fosile de vertebrate și nevertebrate.
A doua sală dedicată secțiunii „Științelor naturii”, expune categoria dioramelor, principalele ecosisteme ale România, de pe plaja mării și până pe crestele Carpaților. Există mai multe clasificări ale ecosistemelor, care în cadrul expoziției sunt împărțite în anumite diorame în funcție de anumite arii geografice - balta, silvostepa, pădurea de amestec, golul alpin și, în final, chiar peștera amenajată chiar în interiorul muzeului. 

### Flori de mină
Expoziția Flori de mină - „Comorile adâncurilor” prezintă lumea comorilor din adâncul Maramureșului, al Braziliei, Mexicului, Chinei, Rusiei, Turciei, Marocului, Indiei, Congoului și Madagascarului, cu eșantioane de cuarț, ametist, citrin, agat, labradorit, malahit, fluorină, cuarț fumuriu, diamant de Maramureș, precum și combinațiile acestora cu alte minerale: pirită, realgar, stibnit, calcit, blendă, marcasită etc.

### Galeria de Artă „Rudolf Schweitzer-Cumpăna”
Galeria de Artă „Rudolf Schweitzer-Cumpăna” funcționează din anul 1971 în clădirea care până în anul 1970 a adăpostit Primăria orașului Pitești. Are un patrimoniu de peste 1000 de lucrări de pictură și sculptură clasică și contemporană. Sălile de la parter sunt destinate expoziției de artă contemporană românească, prezentă cu imagini sugestive ale plasticii. În sălile de etaj sunt expuse lucrările artiștilor români consacrați: Nicolae Grigorescu, Ștefan Luchian, Theodor Pallady, Gh. Petrașcu și Nicolae Tonitza. Tot la etaj, două săli sunt dedicate picturii lui Rudolf Schweitzer-Cumpăna.

### Galeria Națională de Artă Naivă
Deschisă în anul 1971, Galeria Națională de Artă este primul muzeul de acest gen din țară, ce cuprinde lucrări ale pictorilor consacrați: Gheorghe Babeț, Gheorghe Boanca, Costel Bogatu, Anca Bota, Valentin Bota, Mihai Dascălu, Ion Maric, Petru Mihuț, Ghiță Mitrăchiță, Ion Negru, Ion Nicodim, Gheorghe Dojă, Ștefan Debreczeny, Alexandrina Debreczeny Lupașcu etc.

### Muzeul Sportului Argeșean
La 5 septembrie 2008, Muzeul Județean Argeș s-a îmbogățit cu o nouă expoziție, de fapt cu un nou muzeu: Muzeul Sportului Argeșean - „Campionii”. Astfel, se oferă prilejul de a se vizita diverse obiecte care au aparținut unor sportivi celebri argeșeni sau care au practica sport la diferite cluburi din județul Argeș, cu cel puțin un titlu de campion național activ.
Acesta se află în patru mari săli, la primul etaj al Corpului B. În circa 60 de vitrine și pe numeroase panouri, sunt expuse documente, fotografii, medalii, plachete, cupe, diplome, echipamente sportive, fanioane, afișe din cadrul competițional sportive.
Muzeul ilustrează următoarele ramuri sportive: atletism, tenis de câmp, fotbal, box, judo, lupte greco-romane, karate-do, înot, caiac-canoe, aeromodelism, ciclism, automobilism, iar nume ca: fotbaliștii Nicolae Dobrin, Adrian Mutu, Ion Barbu, atleții Carol Corbu, Olimpia Cataramă, Marian Oprea, tenismena Ruxandra Dragomir, boxerii Viorel Ioana,  Mircea Fulger, Crinu Olteanu, înotătoarea Larisa Lacustă, luptătorii și judocanii Ion Dulică, Arghira Anton, Roibu Loredana, aeromodelistul Marian Popescu, ciclistul Gabriel Moiceanu etc. vor rămâne în istoria sportului argeșean.

### Planetariul[10]
În anul 2009, Muzeul Județean Argeș inaugurează primul planetariu digital de tip educațional din România, îmbogățindu-și oferta culturală la aniversarea a 80 de ani de la înființare. Cu această ocazie, au fost prezentate două spectacole de planetariu:
- „Călătorie în sistemul solar” - un voiaj multimedia de 33 de minute destinat prezentării Universului pe înțelesul publicului larg.
- „Cursa către Pământ” - un spectacol special de desene animate, destinat tuturor copiilor, spre a înțelege mai ușor, primii pași făcuți în cucerirea Cosmosului.

Planetariul Muzeului Județean Argeș, este de tip ISS („In Space Systems”) 2HD și are un ecran cu diametru de 7 metri. Astfel, se vizionează proiecții de cinematografie panoramică și simultană și de expoziții virtuale de înaltă definiție (1900x1900 pixeli), sonorizate cu un sistem audio 5.1. pentru săli de cinematograf.
Planetariul poate găzdui între 38-40 de spectatori, inclusiv persoane cu nevoi speciale de deplasare, mobilierul fiind proiectat și realizat special pentru planetariu, iar volumul de proiecție beneficiază de un sistem de climatizare optim și ecologic.0

### Castrul Roman Câmpulung -„Jidova”
Castrul Roman Câmpulung-„Jidova” este situat pe drumul național Pitești-Câmpulung-Brașov, la intrarea dinspre sud în municipiul Câmpulung, la șase kilometri de oraș, în cartierul Pescăreasa.

Castrul Mare din punctul „Jidova” este o construcție militară, bine păstrată, de pe traseul Limesului Transalutanus, fiind singura edificată în piatră. În muzeul de sit și în rezervația arheologică, pot fi văzute într-o bună stare de conservare zidul de incintă din piatră, cu porțile și turnurile adiacente, clădirea ofițerilor, casa comandantului, magazia în care erau adăpostite proviziile pentru hrana soldaților, dar și a cailor, precum și sistemul de încălzire specific tehnicii romane, așa-numitul hypocaustum.
În incinta castrului se păstrează o parte din clădirile romane: Principia - comandamentul, Praetorium - clădirea comandantului, clădirea ofițerilor, Horreum - magazia de cereale. Pe latura de sud a fost reconstituit un turn de curtină și, parțial, turnurile porții Praetoria (poarta principală de intrare), turnul semirotund din colțul de sud-vest, cât și celelalte turnuri ale porților Decumana, Dextra și Sinistra de pe latura nord, est și vest. 

### Cetatea Poienari
Inițial, cetatea a fost ridicată de Primii Basarabi fiind extinsă, ulterior, de Vlad Țepeș. Cetatea are o formă alungită cu turnuri semicirculare pe partea sudică și unul prismatic. Zidurile au aproximativ trei metri grosime.
Cetatea Poienari se află în satul Căpățânenii Pământeni din Comuna Arefu, la o distanță de 27 km de Curtea de Argeș.  Înainte de ajunge la barajul Vidraru, pe partea stângă a șoselei, se află Dealul Cetățuia cu o altitudine de 850 metri, pe un vârf de stângă aflându-se cetatea, cunoscută și sub numele de „Cetatea lui Vlad Țepeș”.  Ea a fost ridicată în prima jumătate a secolului al XIV-lea și mai apoi extinsă la mijlocul secolului al XV-lea.
Pentru facilitarea accesului către cetate s-a construit o scară cu 1480 de trepte. Ultima restaurare a cetății a fost făcută între anii 1969-1972, când s-au consolidat și înălțat zidurile și s-au construit treptele de acces.

### Cetatea Oratea
Amplasată pe culoarul Rucăr-Bran, cetatea Oratea controla în trecut drumul între Țara Românească și Ardeal, care pleca de la Câmpulung, trecea pe lângă zidurile ei, pentru a ajunge mai apoi la Bran. Nu se cunoaște cu exactitate data în care cetatea a fost ridicată, dar istoricii o amplasează în secolul al XIII-lea.

### Expoziția memorialăDinu Lipatti
„Casa de la Fundănțeaca”, așa cum o numea pianistul român Dinu Lipatti, este locul în care acesta și-a petrecut cea mai mare parte a copilăriei, fiind o vilă ridicată în stil neoromânesc de tatăl lui Dinu Lipatti, violonistul Constantin Lipatti, între anii 1938-1942. Aici este pusă la dispoziție o serie de instantanee imortalizate chiar de către acesta. Alături de ele sunt fotografii în care Dinu Lipatti apare în diferite ipostaze ale carierei sale artistice (copil, adolescent) alături de George Enescu, Florica Musicescu și Mihail Jora.
Tot ceea ce este în muzeul reprezintă donația ambasadorului Valentin Lipatti, fratele artistului.

### Casa Memorială Liviu Rebreanu
Casa a fost cumpărată de scriitorul Liviu Rebreanu în anul 1930, slujindu-i drept locuință permanentă până moartea sa. Din anul 1969 aceasta a fost transformată în casă memorială până când, după 1989, foștii proprietari au revendicat-o, iar expoziția de obiecte, fotografii și documente aparținând romancierului a fost mutată la Muzeul Județean Argeș.

### Lăcașe de cult

#### Biserica Domnească „Sfântul Nicolae” din Curtea de Argeș
Este cea mai veche ctitorie voievodală din Țara Românească, fiind ridicată în secolul al XIV-lea de Basarab I. Lăcașul are în interior o frescă veche de aproape 700 de ani și este înscris pe lista indicativă a monumentelor U.N.E.S.C.O.
Biserica Domnească Sfântul Nicolae este un edificiu construit în stil bizantin, un monument masiv, construit din rânduri de piatră de râu, alternate cu rânduri de cărămidă.  Lăcașul este de tip cruce greacă înscrisă, cu pronaos îngust și boltit, având în mijloc o cupolă. Naosul, de dimensiuni foarte mari, este păstrat și boltit, având deasupra o turlă.

#### Mănăstirea Glavacioc
Este una dintre cele mai vechi din țară, fiind atestată documentar încă din secolul al XV-lea. Biserica actuală este veche de 170 de ani, fiind ridicată pe locul unui străvechi lăcaș zidit de voievodul Vlad Călugărul.

#### Mănăstirea Tutana
Fosta mânăstire Tutana, astăzi biserică de parohie, este atestată documentar încă din anul 1497. Biserica actuală a fost ridicată în anul 1582 de voievodul Mihnea Turcitul, „ispravnic”, adică însărcinat cu ducerea la îndeplinirea a lucrărilor, fiind „jupânul  Mihai ban”, nimeni altul decât viitorul domn Mihai Viteazul, pe atunci mare ban al Craiovei.

#### Biserica Drujești din Curtea de Argeș
Biserica Drujești este un vechi lăcaș de cult care a slujit credincioșilor mireni din Curtea de Argeș încă din secolul al XVIII-lea. Edificiul a fost construit din piatră și cărămidă, având pronaos, naos și altar, cu o turlă care i-a folosit drept clopotniță așezată deasupra pronaosului.

#### Mânăstirea Vieroși
Mânăstirea Vieroși a fost ctitorită în secolul al XVI-lea de către boierii Golești. 
Primul sfânt lăcaș al Mănăstirii Vieroși a fost ridicată în secolul al XVI-lea. Istoricii nu pot oferi o dată sigură a începerii lucrărilor, dar pe baza unui hrisov al lui Alexandru al II-lea, coroborat și cu alte date, se poate spune că așezământul monahal exista deja înainte de luna septembrie a anului 1571.

#### Curtea boierească Băjești
Din curtea fortificată a Marelui Ban Mareș Băjescu, ridicată în anul 1666, se mai păstrează astăzi doar biserica, pivnițele boltite ale casei și parte din ziduri. Sfântul lăcaș are ansamblul pictural bine păstrat încă din secolul a XVII-lea.